# Ворсо (Охајо)
Ворсо (енгл. Warsaw) град је у америчкој савезној држави Охајо.

## Демографија
По попису из 2010. године број становника је 682, што је 99 (-12,7%) становника мање него 2000. године.
| Група             | 2000.       | 2010.       |
| Белци             | 761 (97,4%) | 670 (98,2%) |
| Афроамериканци    | 9 (1,2%)    | 1 (0,1%)    |
| Азијати           | 0 (0,0%)    | 2 (0,3%)    |
| Хиспаноамериканци | 6 (0,8%)    | 5 (0,7%)    |
| Укупно            | 781         | 682         |